# Коморник
Коморник је мало ненасељено острво у хрватском делу Јадранског мора. Припада акваторији Општине Пашман, са групом од 10 острва и острваца од који је већина у Пашманском каналу. 
Налази се око 1,2 км источно од острва Пашман, северно од острва Бабац и јужно од острвца Галешњак. Површина острва износи 0,152 км². Дужина обалске линије је 1,59 км.. Највиши врх на острву је висок 19 метара. 
На северозападној страни острва се налази светионик, који шаље светлосни сигнал R Bl 3s (R=црвена светлост, Bl(3) tri светлосна блеска један за другим).